# Tour della nazionale maschile di rugby a 15 dell'Irlanda 2005
Tra le due edizioni del 2004 e 2007 della Coppa del Mondo di rugby, la nazionale di rugby XV dell'Irlanda, affidata ancora a Eddie O'Sullivan si è recata più volte in tour nell'emisfero australe.
Tali tour, si svolgono di solito nel mese di giugno e sono il momento in cui vengono sperimentati nuovi giocatori in vista degli impegni ufficiali, cpome ad esempio i mondiali del 2007.
Nel 2005, i migliori giocatori, sono stati chiamati a giugno a partecipare al tour dei British and Irish Lions, dunque viene inviata una squadra sperimentale in Giappone per due facili test.
| Osaka 12 giugno 2005 | Giappone | 12 – 44 | Irlanda |  |

| Tokyo 19 giugno 2005 | Giappone | 18 – 47 | Irlanda |  |